# Nazionale femminile di calcio della Russia
La nazionale di calcio femminile della Russia è la rappresentativa calcistica femminile internazionale dello Russia, gestita dalla locale federazione calcistica (RFS).
In base alla classifica emessa dalla FIFA il 15 marzo 2024, la nazionale femminile occupa il 26º posto del FIFA/Coca-Cola Women's World Ranking.
Come la rappresentativa maschile, la squadra, istituita formalmente nel 1991, continua le tradizioni sportive delle precedenti selezioni di Unione Sovietica (URSS) e Comunità degli Stati Indipendenti (CSI). Come membro dell'UEFA, partecipa a vari tornei di calcio internazionali, come al Campionato mondiale FIFA, al campionato europeo, ai Giochi olimpici estivi, e ai tornei a invito.
Ha partecipato per due volte al campionato mondiale, raggiungendo in entrambe le occasioni i quarti di finale, e per cinque volte alla fase finale del campionato europeo, venendo sempre eliminata al termine della fase a gironi. Il 28 febbraio 2022, dopo l'invasione dell'Ucraina e facendo seguito alle raccomandazioni del CIO, sia la FIFA che l'UEFA hanno sospeso le nazionali della Russia dalla partecipazione alle competizioni internazionali FIFA e UEFA.

## Storia
Nel 1992 dopo lo scioglimento dell'Unione Sovietica, le funzioni svolte dalla federazione calcistica sovietica passarono alla neonata federazione russa (RFS). Di conseguenza, il posto dell'Unione Sovietica nel gruppo 8 delle qualificazioni al campionato europeo 1993 venne preso dalla nazionale femminile russa, che giocò la sua prima partita contro l'Ungheria il 17 maggio 1992. Concludendo il gruppo 8 al primo posto, la nazionale ottenne l'accesso ai quarti di finale, valevoli per l'accesso alla fase finale, venendo, però, eliminata dalla Germania. Analogo epilogo ebbero le qualificazioni al campionato europeo 1995.
Nel 1997, anche grazie all'aumento delle squadre partecipanti, la Russia ottenne l'accesso alla fase finale del campionato europeo, vincendo il proprio raggruppamento nelle qualificazioni. Sorteggiata nel gruppo A con Svezia, Spagna e Francia, perse tutte e tre le partite, venendo eliminata dalla competizione. L'anno seguente, vincendo i play-off UEFA contro la Finlandia, la nazionale russa ottenne per la prima volta l'accesso alla fase finale del campionato mondiale 1999. Inserita nel gruppo C con Norvegia, Canada e Giappone, concluse al secondo posto dietro alle norvegesi e ottenne l'accesso alla fase a eliminazione diretta. Perse i quarti di finale contro la Cina e venne eliminata.
Vinte tutte le partite della fase di qualificazione, al campionato europeo 2001 la Russia venne sorteggiata nel gruppo A con Germania, Svezia e Inghilterra; pareggiò la prima partita contro le inglesi, ma perse le altre due, venendo quindi eliminata al termine della fase a gironi. Due anni dopo, vincendo il proprio girone di qualificazione, ottenne l'accesso per la seconda volta consecutiva alla fase finale del campionato mondiale 2003. Venne inserita nel gruppo D assieme a Cina, Ghana e Australia; dopo aver battuto australiane e ghanesi, perse contro le cinesi, concludendo al secondo posto il raggruppamento ed avanzando alla fase ad eliminazione diretta. Come quattro anni prima, la nazionale russa venne eliminata ai quarti di finale del campionato mondiale, perdendo dalla Germania per 7-1; l'unica rete russa venne realizzata, con un'azione solitaria, dalle sedicenne Elena Danilova, la più giovane calciatrice del torneo.
Dopo aver mancato la qualificazione al campionato europeo 2005, la Russia si qualificò all'edizioni successive della massima competizione UEFA, senza, però, riuscire in alcuna occasione a superare la fase a gironi. Nell'aprile 2021 la squadra ottenne la qualificazione al campionato europeo 2022 grazie alla vittoria sul Portogallo nei play-off. Il 28 febbraio 2022, dopo l'invasione dell'Ucraina e facendo seguito alle raccomandazioni del CIO, sia la FIFA che l'UEFA sospesero le nazionali della Russia dalla partecipazione alle competizioni internazionali FIFA e UEFA. Di conseguenza, la nazionale venne esclusa dal campionato europeo 2022 e il suo posto venne preso dalla nazionale lusitana che aveva sconfitto nei play-off, e venne esclusa anche dalle qualificazioni al campionato mondiale e alla prima edizione dell'UEFA Women's Nations League.

## Partecipazione ai tornei internazionali
Legenda: Grassetto: Risultato migliore, Corsivo: Mancate partecipazioni

## Selezionatori
| Anni      | Nome              |
| --------- | ----------------- |
| 1992-1994 | Oleg Lapšin       |
| 1994-2008 | Jurij Bystrickij  |
| 2008-2011 | Igor' Šalimov     |
| 2011      | Vera Pauw         |
| 2011-2012 | Farid Benstiti    |
| 2013-2015 | Sergej Lavrent'ev |
| 2015-2020 | Elena Fomina      |
| 2021-     | Jurij Krasnožan   |

## Tutte le rose

### Campionato mondiale
Coppa del Mondo FIFA 19991 Pet'ko, 2 Juškevic, 3 Burakova, 4 N. Karasëva, 5 Čeverda, 6 Komarova, 7 Egorova, 8 Grigor'eva, 9 Svetlickaja, 10 Barbašina, 11 Letjušova, 12 Volkova, 13 Fomina, 14 O. Karasëva, 15 Savina, 16 Filippova, 17 Lisačëva, 18 Skotnikova, 19 Zajceva, 20 Kapitonova, CT: Bystrickij
Coppa del Mondo FIFA 20031 Pet'ko, 2 Zajceva, 3 Burakova, 4 Saenko, 5 Strukova, 6 Komarova, 7 Egorova, 8 Svetlickaja, 9 Sergaeva, 10 Barbašina, 11 Letjušova, 12 Volkova, 13 Fomina, 14 Šmačkova, 15 Skotnikova, 16 Kolomiec, 17 Danilova, 18 Pustovojtova, 19 Denščik, 20 Pigaleva, CT: Bystrickij

### Campionato europeo
Campionato d'Europa UEFA 19971 Pet’ko, 2 Dmitrenko, 3 Burakova, 4 Denschik, 5 Čeverda, 6 Komarova, 7 Egorova, 8 Grigor’eva, 9 Svetlickaja, 10 Komonova, 11 Savina, 12 Kapitonova, 13 Kapkova, 14 Dikareva, 15 Lisačëva, 16 Barkova, 17 Barbašina, 18 Golovko, 19 Matveeva, 20 Issaeva, CT: Bystrickij
Campionato d'Europa UEFA 20011 Pet’ko, 2 O. Karasëva, 3 Burakova, 4 Žihareva, 5 Filippova, 6 Komarova, 7 Egorova, 8 Grigor’eva, 9 Svetlickaja, 10 Barbašina, 11 Letjušova, 12 Kapitonova, 13 Šmačkova, 14 N. Karasëva, 15 Fomina, 16 Kremlëva, 17 Skotnikova, 18 Pustovojtova, 19 Isaeva, 20 Pičugova, CT: Bystrickij
Campionato d'Europa UEFA 20091 Todua, 2 Terechova, 3 Kožnikova, 4 Sočneva, 5 Skotnikova, 6 Mys'kiv, 7 Šmačkova, 8 Savčenkova, 9 Fomina, 10 Kuročkina, 11 Porjadina, 12 Kočneva, 13 Rogova, 14 Charčenko, 15 Petrova, 16 Perceva, 17 Danilova, 18 Cidikova, 19 Cybutovič, 20 Barbašina, 21 Morozova, 22 Važnova, CT: Šalimov
Campionato d'Europa UEFA 20131 Todua, 2 Gordeeva, 3 Stepanenko, 4 D'jačkova, 5 Petrova, 6 Bessolova, 7 Kuročkina, 8 Savčenkova, 9 Pozdeeva, 10 Terechova, 11 Sočneva, 12 Gričenko, 13 Sidorovskaja, 14 Skotnikova, 15 Kostjukova, 16 Perceva, 17 Šljapina, 18 Medved', 19 Cybutovič, 20 Korovkina, 21 Širokova, 22 Makarenko, 23 Morozova, CT: Lavrent'ev
Campionato d'Europa UEFA 20171 Ščerbak, 2 Solodkaja, 3 Kožnikova, 4 Šejkina, 5 Škoda, 6 Karpova, 7 Pozdeeva, 8 Makarenko, 9 Čolovjaga, 10 Smirnova, 11 Sočneva, 12 Beljaeva, 13 Belomytceva, 14 Gasanova, 15 Danilova, 16 Fëdorova, 17 Pantjuchina, 18 Zijastinova, 19 Ek. Morozova, 20 Černomyrdina, 21 Gričenko, 22 Kiskonen, 23 El. Morozova, CT: Fomina